# Кантон (Ровиго)
Кантон је насеље у Италији у округу Ровиго, региону Венето.
Према процени из 2011. у насељу је живело 120 становника. Насеље се налази на надморској висини од 1 м.